# Franz Rosei
Franz Rosei (Vienna, 2 luglio 1947) è uno scultore e disegnatore austriaco.
È fratello dello scrittore Peter Rosei.

## Biografia
Nel 1967 Franz Rosei inizia i lavori alle sculture in legno e gesso. Dopo un breve soggiorno presso l'Accademia delle Arti Applicate (Universität für angewandte Kunst – « die Angewandte ») con il professore Leinfellner, Rosei prosegue il suo lavoro nuovamente da solo. Sorgono alcuni plastici secondo la tecnica del calcestruzzo colato. A partire dal 1970 lavora esclusivamente in pietra (marmo, pietra calcarea, pietra arenaria) e, allo stesso tempo, si occupa di disegno (matita, carboncino, acquarello). Nel 1985 inizia il lavoro ad una grande forma per una gettata di bronzo. Da allora prendono sempre vita anche dei plastici in bronzo. Le opere di Franz Rosei sono esposte da oltre 30 anni in numerose mostre in Austria e all'estero (Italia, Germania, Francia, Svizzera, Stati Uniti), tra cui un'ampia retrospettiva nel Museo Storico della città di Vienna (Wien Museum).
Il suo tema centrale è, così Franz Rosei, « la visione sulla vita, il mondo e il desiderio di mettere in forma il risultato di questa osservazione ».
Attraverso il suo contatto individuale con il linguaggio scultoreo, Franz Rosei occupò sin dagli anni 1980 un ruolo fondamentale nella scena artistica e oggi viene annoverato tra i più importanti scultori dell'Austria.

## Mostre

### Mostre individuali (selezione)
- Künstlerhaus, Vienna, 1976
- Galerie Schapira & Beck, Vienna, 1977
- Galerie Orny, Monaco di Baviera, 1978
- Künstlerhaus, Salisburgo, 1979
- Künstlerhaus, Klagenfurt, 1979
- Nell'ambito della « Sonderschau Österreich », 1980
- Durante la « Kunstmesse Basel» nell'ambito della « Biennale des Jeunes », Parigi, 1980
- Künstlerhaus, Vienna, 1980
- Galerie Droschl, Graz, 1981
- Galerie Welz, Salisburgo, 1982
- Galerie Würthle, Vienna, 1983
- Museum moderner Kunst/Museum des 20. Jahrhunderts, Vienna, 1984
- Galerie Lendl, Graz, 1989
- Galerie Ulysses, Vienna, 1989
- Salzburger Landessammlungen Rupertinum, Salisburgo, 1990
- Ulysses Gallery, New York, 1991
- Galerie im Taxispalais, Innsbruck, 1994
- Galerie Ulysses, Vienna, 1995
- Kulturhaus Graz, 2000
- Historisches Museum der Stadt Wien, 2001
- Galerie Ulysses, Vienna, 2001
- Künstlerhaus, Klagenfurt, 2003
- Galerie Arthouse, Bregenz, 2004
- Galerie Ulysses, Vienna, 2007

### Partecipazione a mostre (selezione)
- « Steinzeit », Tiroler Kunstpavillon, Innsbruck, 1986
- Museum moderner Kunst/Museum des 20. Jahrhunderts, Vienna, 1987
- « Wien – Vienna 1960 – 1990 », Museum Moderner Kunst, Bolzano, 1989
- « Wien – Vienna 1960 – 1990 », Palazzo della Permanente, Milano, 1990
- « Ursprung und Moderne », Neue Galerie der Stadt Linz, Linz, 1990
- « La figura interiore », Pordenone, 1991
- « Wotruba und die Folgen », Museum Würth und BAWAG Foundation, Vienna, 1994
- « Skulpturengarten », Galerie Poller, Francoforte sul Meno, 1996
- « Des Eisbergs Spitze », Kunsthalle Wien, Vienna, 1998
- « Ein gemeinsamer Ort. Skulpturen, Plastiken, Objekte », Lentos Museum Linz, 2006
- « Albrecht und Zeitgenossen, Positionen österreichischer Bildhauerei seit 1945 », Künstlerhaus Bregenz, 2007

### Lavori presentati in mostre ufficiali
- Graphische Sammlung Albertina, Vienna
- Bundesministerium für Unterricht und Kunst (Artothek Wien)
- Salzburger Landessammlung Rupertinum, Salisburgo
- Kulturamt der Stadt Wien
- Kulturamt der Stadt Linz
- Amt der niederösterreichischen Landesregierung
- Museum moderner Kunst, Vienna
- Lentos Kunstmuseum, Linz
- Wien Museum

## Pubblicazioni
- Franz Rosei / Ernst Nowak, Steine / Felder, Gemini-Verlag, Berlino, 2003, 65 pp., ISBN 3-935978-19-7
- Peter Rosei (testi) e Franz Rosei (illustrazioni), Entwurf: Eine Welt ohne Menschen, Entwurf zu einer Reise ohne Ziel, Residenz Verlag, Salisburgo, 1975, 164 pp., ISBN 3701701253
- Peter Rosei e Franz Rosei, Ich glaube… in: Katalog Schapira & Beck, Vienna 1977
- Peter Rosei e Franz Rosei, Von der Arbeit…, in: Katalog Künstlerhaus Salzburg und Künstlerhaus Klagenfurt, 1979